# Vothylakas
Vothylakas (in greco Βοθύλακας?; in turco: Derince) è un villaggio della penisola del Karpas nel nord dell'isola mediterranea di Cipro, situato de facto nel distretto di İskele della Repubblica Turca di Cipro del Nord, mentre de iure appartiene al distretto di Famagosta della Repubblica di Cipro. Vothylakas sino al 1974 è sempre stato un villaggio greco-cipriota. 
Il villaggio aveva una popolazione di 488 abitanti nel 2011.

## Geografia fisica
Derince si trova nella penisola del Karpas, sulla strada principale tra Iskele e Dipkarpaz.

## Origine del nome
Vathylakkas significa "fossa profonda" in greco. Nel 1975, i turco-ciprioti cambiarono il nome in Derince, che significa "profondo". Derince è anche una città centro della coltivazione del tabacco e un distretto della provincia di Kocaeli, situata nella regione di Marmara in Turchia. Dato che il Karpas negli anni 70 aveva un'importante industria del tabacco, molti villaggi nella regione furono rinominati con nomi di marche di sigarette e tabacco. Così Vasili divenne Gelincik, Gialousa divenne Maltepe (e più tardi Yeni Erenköy) e Agia Trias divenne Sipahi.

## Società

### Evoluzione demografica
Vothylakas sino al 1974 è sempre stato un villaggio greco-cipriota. Nel censimento ottomano del 1831, i cristiani costituivano gli unici abitanti di questo insediamento. A parte il 1946, tutti i registri di censimento indicano che il villaggio fu sempre abitato solo da greco-ciprioti. La popolazione ebbe un aumento costante durante il periodo britannico, passando da 224 nel 1891 a 509 nel 1960.
Dopo la guerra del 1974, la maggior parte degli abitanti di Vothylakas rimase nel villaggio fino al 1976. Secondo Goodwin, il loro numero era di circa 400 nell'ottobre 1975. Tuttavia, nel novembre 1976, tutti i greco-ciprioti furono trasferiti con la forza dall'altra parte del confine. Attualmente, come il resto dei greco-ciprioti sfollati, i greco-ciprioti di Vathylakkas sono sparsi nel sud dell'isola, soprattutto nelle città. Il numero dei greco-ciprioti sfollati nel 1974 era di circa 510 (503 abitanti furono censiti  nel censimento del 1973).
Questo villaggio fu in gran parte utilizzato per l'insediamento di cittadini turchi dalla Turchia nel 1976, principalmente da Adana, Osmaniye, Silifke e Oğuzeli nella Turchia meridionale e Gaziantep nel sud-est della Turchia. Nel 1978,  a Derince c'erano 493 turco-ciprioti, diventati 524 nel 2006 e 488 nel 2011.